# Paul Pena
Paul Pena (Hyannis, 26 gennaio 1950 – San Francisco, 1º ottobre 2005) è stato un compositore, cantante e chitarrista statunitense di origini capoverdiane.
La musica della prima metà della sua carriera toccò generi come il Delta blues, Jazz, Morna, Flamenco, Musica Folk e il Rock and roll. Pena è noto soprattutto per aver scritto la canzone Jet Airliner, un importante successo del 1977 per la Steve Miller Band e un pezzo imprescindibile per l'Album oriented rock, e per essere apparso nel documentario del 1999 Genghis Blues, nel quale dimostra la sua abilità con il canto armonico tuvano.

## Biografia

### Primi anni
Pena nacque in Hyannis, Massachusetts. I suoi nonni provenivano dalle isole di Brava e Fogo, nell'arcipelago di Capo Verde, al largo della costa occidentale africana, ed emigrarono negli Stati Uniti d'America nel 1919. Pena crescendo parlava capoverdiano in famiglia. Suo nonno, Francisco Pena, e suo padre Joaquim "Jack" Pena, furono entrambi musicisti professionisti, e insegnarono a Paul a suonare musica capoverdiana, inclusa la Morna. Pena suonò professionalmente con suo padre, inclusa un'estate passata in Spagna e Portogallo, dove studiò il Flamenco.
Pena nacque con Glaucoma congenito. Frequentò la Perkins School for the Blind a Watertown (Massachusetts), dall'età di cinque anni, e si diplomò nel 1967. Successivamente frequentò la Clark University in Worcester (Massachusetts).
Pena diventò completamente cieco prima di raggiungere i venti anni.

### Carriera musicale
Nel febbraio del 1969, la band di Pena suonò per una settimana al "The Electric Factory" di Filadelfia, aprendo due volte sia per The Mothers of Invention che per i Grateful Dead.
Pena si esibì nel Contemporary Composer's Workshop al Newport Folk Festival nello stesso anno. Suonò inoltre nella T-Bone Walker Blues Band agli inizi degli anni '70, con un'apparizione nel Montreux Jazz Festival nel 1972. Suonava il Basso elettrico e cantava come corista nell'album d'esordio di Bonnie Raitt's.
Dopo essersi trasferito a San Francisco nel 1971, Pena contattò l'ufficio dei Grateful Dead, che lo aiutò a trovare lavoro. Aprì per Jerry Garcia e Merl Saunders al Keystone di Berkeley, e altri club dell'area molte volte nel corso dei tre anni successivi.
Pena commentò sul proprietario del Keystone Freddie Herrera: “La sua idea di un provino era che io arrivassi e aprissi per Garcia e Saunders. Continuò così per un po'. Ogni volta che ingaggiasse qualcuno, se non sapeva a chi far aprire, chiamava me”.
L'album d'esordio di Pena fu l'album omonimo Paul Pena, registrato con il chitarrista Jeff Baxter, il batterista Juma Santos e l'antico compagno di classe a Perkins Ellis Hall, e fu distribuito dalla Capitol Records nel 1972. L'album successivo New Train fu registrato nel 1973 dalla Bearsville Records e fu prodotto da Ben Sidran, (tastierista della Steve Miller Band). “New Train” includeva Ellis Hall nell'accompagnamento vocale, insieme a Jerry Garcia, Merl Saunders, e The Persuasions. Albert Grossman, il proprietario di Bearsville Records (e noto per essere il manager di Bob Dylan), fermò l'uscita dell'album dopo una disputa con Pena e il suo manager di allora, il dottor Gunther Weil. Pena rimase legato contrattualmente a Grossman, e non poté registrare per altre case discografiche.
Ben Sidran diede una copia inedita di New Train al musicista Steve Miller, che registrò una canzone da tale album chiamata Jet Airliner con la Steve Miller Band per l'album del 1977 Book of Dreams. La versione di Jet Airliner di Miller fu un successo come singolo, e raggiunse la posizione numero 8 nelle classifiche. La fonte di introiti principale per Pena nei suoi ultimi anni di vita furono le royalties da quel singolo, che è una canzone sul viaggio in aereo di Pena da Boston a Montreal per suonare la prima data in assoluto con la band di T-Bone Walker.
Pena interruppe temporaneamente la sua carriera musicale per prendersi cura della moglie, Babe, che soffriva di insufficienza renale. Morì nel 1991.
New Train fu finalmente pubblicato nel 2000, 27 anni dopo essere stato registrato. Nel 2001 Pena intraprese il suo ultimo tour, suonando in diverse date per promuovere il nuovo album. Aprì i concerti per The String Cheese Incident nel Marzo di quell'anno, e per i Ratdog di Bob Weir in Aprile. Fu uno dei presentatori del ventiduesimo Blues Music Award annuale in maggio. Apparve quindi in Late Night with Conan O'Brien l'8 giugno 2001 e suonò Jet Airliner.
"Gonna Move", un brano da New Train, è stato re-inciso da numerosi artisti, fra cui Les Dudek nel suo album del 1978 “Ghost Town Parade”, Susan Tedeschi nel suo album del 2002 “Wait for Me”, la Derek Trucks Band nel loro album del 2004 Live at Georgia Theatre e da Taylor Hicks nel suo album omonimo del 2006.

### Canto armonico
Durante la ricerca di una lezione di coreano su una radio a onde corte il 29 dicembre 1984, Pena rimase affascinato da un esempio di Canto armonico tuvano ascoltato su Radio Mosca. Sette anni dopo riuscì a reperire, in un negozio di dischi, un disco tuvano dal titolo Tuva: Voices From the Center of Asia e lo iniziò ad ascoltare "continuamente". Basandosi su tale disco e grazie a esperimenti continui, Pena riuscì a imparare le tecniche vocali dette Khoomei, Sygyt e Kargyraa:
«Dopo aver ascoltato continuamente il CD per vari mesi e aver fatto allontanare molti miei amici a causa degli strani rumori che facevo sperimentando con la mia voce - disse Pena - ho finalmente imparato un po' delle tecniche basiche di questa affascinante famiglia di stili vocali, ricordandomi gli stili di alcuni dei gradi del blues del passato – specialmente Charlie Patton, Tommy McClennan, e Chester Howlin' Wolf Burnett»
Pena fu anche un autodidatta nella Lingua tuvana. Non ebbe a disposizione alcun dizionario Tuvano-Inglese, e quindi Pena usò due dizionari: da Tuvano a Russo e da Russo a Inglese. Usò uno strumento chiamato Optacon per scandire le pagine e convertire le parole stampate in sensazioni tattili che potesse leggere con le dita.
Pena partecipò a un concerto di canto armonico tuvano all'Asian Art Museum of San Francisco il 6 febbraio del 1993. Improvvisò una canzone tuvana nello stile kargyraa, che colpì favorevolmente il celebre cantante armonico tuvano Kongar-ol Ondar. Ondar invitò Pena a cantare nel secondo simposio internazionale Khoomai nel 1995 a Kyzyl, Tuva. Pena viaggiò a Tuva e fu il primo occidentale a competere nel Simposio. Arrivò primo nella gara di Kargyraa e vinse inoltre nella categoria di "preferito dal pubblico".
I tuvani lo chiamavano affettuosamente "Cher Shimjer" (Terremoto), a causa della profondità della sua voce. Pena disse «»La mia voce è più bassa di quella della maggior parte dei tuvani. Loro hanno uno stile che abbassa il tono della tua voce. Quando lo uso, c'è una canzone lenta in cui raggiungo una nota che si trova a quattro tasti bianchi alla sinistra del pianoforte. 
Il film del 1999 Genghis Blues documenta il viaggio di Pena a Tuva. Vinse il premio del pubblico nel Sundance Film Festival del 1999. Fu inoltre nominato per un Premio Oscar nel 2000 nella categoria Miglior Documentario.

## Problemi di salute
Nel 1997 Pena fu gravemente ferito quando la sua camera da letto si incendiò. Soffrì per l'inalazione di fumo e rimase in coma per quattro giorni.
Pena soffriva di diabete. Combatté inoltre una lunga battaglia con malattie pancreatiche, e ricevette inizialmente una prognosi errata di cancro del pancreas. Iniziò un trattamento di chemioterapia e i dottori gli diedero sei mesi di vita. Nel 2000 gli fu finalmente diagnosticata la pancreatite, una malattia potenzialmente mortale.
Pena morì a San Francisco, California, per complicazioni dovute al diabete e alla pancreatite, il 1 ottobre 2005.

## Discografia

### Album studio
- Paul Pena, pubblicato nel 1972 da Capitol Records (attualmente fuori stampa)
- New Train, registrato nel 1973, pubblicato nel 2000 da Hybrid Recordings
- Deep in the Heart of Tuva: Cowboy Music From the Wild East, (raccolta) pubblicato nel 1996 da Ellipsis Arts
- Genghis Blues, pubblicato nel 2000 da Six Degrees Records

### Album Live
- Fly Walker Airlines, la T-Bone Walker Blues Band, 1972 da Polydor Records. T-Bone Walker, chitarra e voce; Paul Pena, chitarra solista e voce; Hartley Severns, sassofono e violino; Johnny Summers, basso; Vinnie Johnson, batteria. Registrato dal vivo al Montreux Jazz Festival 17–20 giugno, 1972
- Stormy Monday, pubblicato nel 1996, con la T-Bone Walker Blues Band, di Delta Music. Questa è una versione bootleg dell'album “Fly Walker Airlines” presa dalla trasmissione radio del concerto a Montreux, Svizzera, il 17 giugno 1972. Il CD riporta una data errata del 1968.
- Giant Killers, Big Bones e Paul Pena. Registrato dal vivo nella Freight and Salvage Coffee House a Berkeley nel febbraio del 1991.

## Filmografia
- Genghis Blues, pubblicato nel 1999 da Wadi Rum Productions